# Рубини, Чезаре
Чезаре Рубини (итал. Cesare Rubini; 2 ноября 1923, Триест, Италия — 8 февраля 2011, Милан, Италия) — итальянский профессиональный ватерполист, баскетболист и баскетбольный тренер. Чемпион летних Олимпийских игр в Лондоне по водному поло (1948). Член Зала славы баскетбола с 1994 года, итальянского баскетбольного Зала славы с 2006 года и Зала славы ФИБА с 2013 года.

## Биография
В составе национальной ватерпольной команды Италии выиграл «золото» на Олимпийских играх в Лондоне (1948), через четыре года в Хельсинки (1952) завоевал бронзовую медаль. В 2000 году он был введён в Зал славы мирового плавания.
Последовательно занимался на профессиональном уровне баскетболом как игрок и как тренер. В 1948—1957 годах выступал за команду Серии А «Олимпия Милан», а в 1957—1973 годах тренировал родную команду. Под его руководством «Олимпия»:
- 9 раз становилась чемпионом Италии (1958—1960, 1962—1963, 1965—1967 и 1972), а также 6 раз — во время игровой карьеры (1950—1954 и 1957),
- Выигрывала Кубок чемпионов: 1966,
- Выигрывала Кубок обладателей Кубков: 1971 и 1972.

В 1946 году как баскетболист завоевал «серебро» чемпионата Европы в Швейцарии. На Олимпийских играх в Москве (1980) уже как тренер привёл сборную Италии к серебряным наградам.
В 1979—2002 годах — основатель и первый президент Всемирной ассоциации баскетбольных тренеров. С 1984 года являлся членом Исполкома ФИБА. В 1994 году был введён в Зал славы баскетбола, в 2006 году — в итальянский баскетбольный Зал славы, а в 2013 году — в Зал славы ФИБА. В 2002 году награждён орденом ФИБА «За заслуги».